# Gérard Santoro
Gérard Santoro (Auchel, 16 de octubre de 1961) es un deportista francés que compitió en lucha libre. Ganó una medalla de bronce en el Campeonato Europeo de Lucha, en la categoría de 68 kg.
Participó en tres Juegos Olímpicos de Verano, entre los años 1984 y 1992, ocupando el octavo lugar en Los Ángeles 1984 y el noveno lugar en Barcelona 1992.

## Palmarés internacional
| Campeonato Europeo | Campeonato Europeo   | Campeonato Europeo | Campeonato Europeo |
| Año                | Lugar                | Medalla            | Categoría          |
| ------------------ | -------------------- | ------------------ | ------------------ |
| 1991               | Stuttgart (Alemania) | Medalla de bronce  | 68 kg              |